# Přízrak (film)
Přízrak (v originále rusky Домовой – Domovoj) je ruský thriller z roku 2008 režiséra Karena Oganěsjana.
Zápletkou filmu je setkání Antona Pračenka (hraje ho Konstantin Jurjevič Chabenskij), autora bulvárních detektivek toho času v tvůrčí krizi, se skutečným elitním nájemným vrahem Domovojem (hraje ho Vladimir Lvovič Maškov), který mu nabídne svým způsobem spolupráci.
Film měl premiéru 12. srpna 2008 na filmovém festivalu ve Vyborgu, mezinárodní premiéra následovala 6. září na mezinárodním filmovém festivalu v Torontu.